# Calais ostroma
A Calais ostroma (eredetileg olaszul L’assedio di Calais) Gaetano Donizetti háromfelvonásos operája (opera seria). A Jean Froissart krónikás által megírt történet nyomán a szövegkönyvet Salvadore Cammarano írta Luigi Marchionni azonos című drámája, valamint Luigi Henry azonos című balettje alapján. A művet 1836. november 19-én mutatták be először a nápolyi San Carlo operaházban. Magyarországi bemutatója 2015. június 30-án a londoni English Touring Opera társulatának előadásában, az Armel Nemzetközi Operaverseny és Fesztivál keretében volt Budapesten, a Thália Színházban.

## Szereplők
| Szereplő                                        | Hangfekvés   | Az ősbemutató szereposztása |
| ----------------------------------------------- | ------------ | --------------------------- |
| Eustachio de Saint-Pierre, Calais polgármestere | bariton      | Paul Barroilhet             |
| Aurelio, a fia                                  | mezzoszoprán | Almareinda Manzocchi        |
| Eleonora, Aurelio felesége                      | szoprán      | Caterina Barilli-Patti      |
| Giovanni d’Aire                                 | tenor        | Ferdinando Cimino           |
| Giacomo de Wisants                              | tenor        | Freni                       |
| Pietro de Wisants                               | bariton      | Giovanni Revalden           |
| Armando                                         | basszus      | Giuseppe Benedetti          |
| III. Eduárd angol király                        | bariton      | Luigi Lablache              |
| Izabella királyné                               | szoprán      |                             |
| Edmundo, az angol seregek vezére                | tenor        | Nicola Tucci                |
| Egy angol kém                                   | basszus      | Pietro Gianni               |

## Cselekménye
- Helyszín: az ostromló angol seregek tábora Calais alatt, valamint a város
- Idő: 1347, a százéves háború közbeni csata

### Első felvonás
A polgármester fia, Aurelio, az éj leple alatt beszökik az ostromló angolok táborába, hogy élelmet szerezzen családjának. Noha rajtakapják a lopáson, sikerül elmenekülnie, de nem tud visszatérni a várba. Felesége, Eleonora és apja beletörődnek Aurelio elvesztésébe és amikor éppen megbékélnének a gondolattal, Giovanni, egy városi polgár hírt hoz a fiú meneküléséről. Rövid idő múlva megérkezik Aurelio is. Elmeséli apjának, hogy az angol seregek már a végső ostromra készülnek, s a város halálra van ítélve. A polgárok egy csoportja ekkor úgy dönt, hogy a béke jeléül megöli a polgármestert, akit azzal vádolnak, hogy makacssága miatt nem sikerült az angol királlyal ezidáig békét kötni. A polgármester azonban nem hátrál meg, büszkén vállalja a felelősséget tetteiért. Ez eltántorítja a lázadókat gyilkos tervüket, kivéve egy rejtélyes, sisakos polgárt, akiről kiderítik, hogy angolok kéme és börtönbe zárják.

### Második felvonás
Eleonora Istentől kér segítséget. Az imádkozó asszony mellett alvó Aurelio ijedten riad fel és elmeséli rémálmát: a csatamezőn látta magát, amint súlyos sebtől találva haldoklik, s családja, gyermeke is veszve már. Alighogy beszámol álmáról, megérkezik az angolok küldöttsége és tudatják a polgármesterrel, hogy királyuk megkegyelmez a városlakóknak, amennyiben hat nemesi származású lakos vállalja a vértanúságot. Aurelio ezen felháborodik, mert megalázónak érzi, viszont apja, a polgármester elfogadja az ajánlatot. A polgárság ismét felhördül, de sikerül lecsillapítania őket, mondva, hogy hat ember halálával a több ezer lakos megmenekülhet. Elsőként jelentkezik vértanúnak. Ezt látva, Aurelio is követni akarja, de az apja lebeszéli róla és arra inti, hogy az ő feladata inkább a család jövőjének biztosítása.  Végül - apja figyelmét kijátszva - Aurelio mégis felírja magát a jegyzékre, s szeretteiktől elbúcsúzva indulnak az angolok táborába.

### Harmadik felvonás
Az angolok táborában már a győzelmet ünneplik. A király is katonáival ünnepel és várja felesége érkezését. A királyné csalódott, amikor meglátja, hogy a város falai még állnak. Ám amikor meglátja a hat polgárt, megtudja történetüket és meghallja az őket kísérők könyörgését, kegyelmet kér számukra. A királyt is meghatja ellenfelei bátorsága, és valamennyiüknek megkegyelmez.